# Освобождение Проскурова (музей-панорама)
Освобожде́ние Проску́рова — музей-панорама, посвящённый освобождению г. Проскурова (с 1954 г. — г. Хмельницкий) от немецко-фашистских оккупантов 25 марта 1944 года в ходе Проскуровско-Черновицкой наступательной операции. Художники Владислав Мамсиков и Владимир Волков написали и смонтировали круговое живописное полотно в течение 1986—1988 годов. Панорама находится в специально построенном для неё здании, принадлежащем Хмельницкому Дворцу творчества детей и молодёжи.
Панорама «Освобождение Проскурова» является единственной живописной панорамой, находящийся на Украине, и является в отличие от диорам полноценной панорамой с предметным планом и круговым обзором .

## Описание
Панорама изображает боевые действия на окраине Проскурова — на месте нынешнего проспекта Мира. Проскуров узнаваем по сохранившимся до сих пор нескольким зданиям, в том числе и по очертаниям костёла Святой Анны. Фрагменты панорамы рассказывают о подвигах лётчиков полковника Льва Шестакова и лейтенанта Валентина Елькина, которые погибли в небе над Проскуровом и, как Герои Советского Союза, похоронены в центре города.

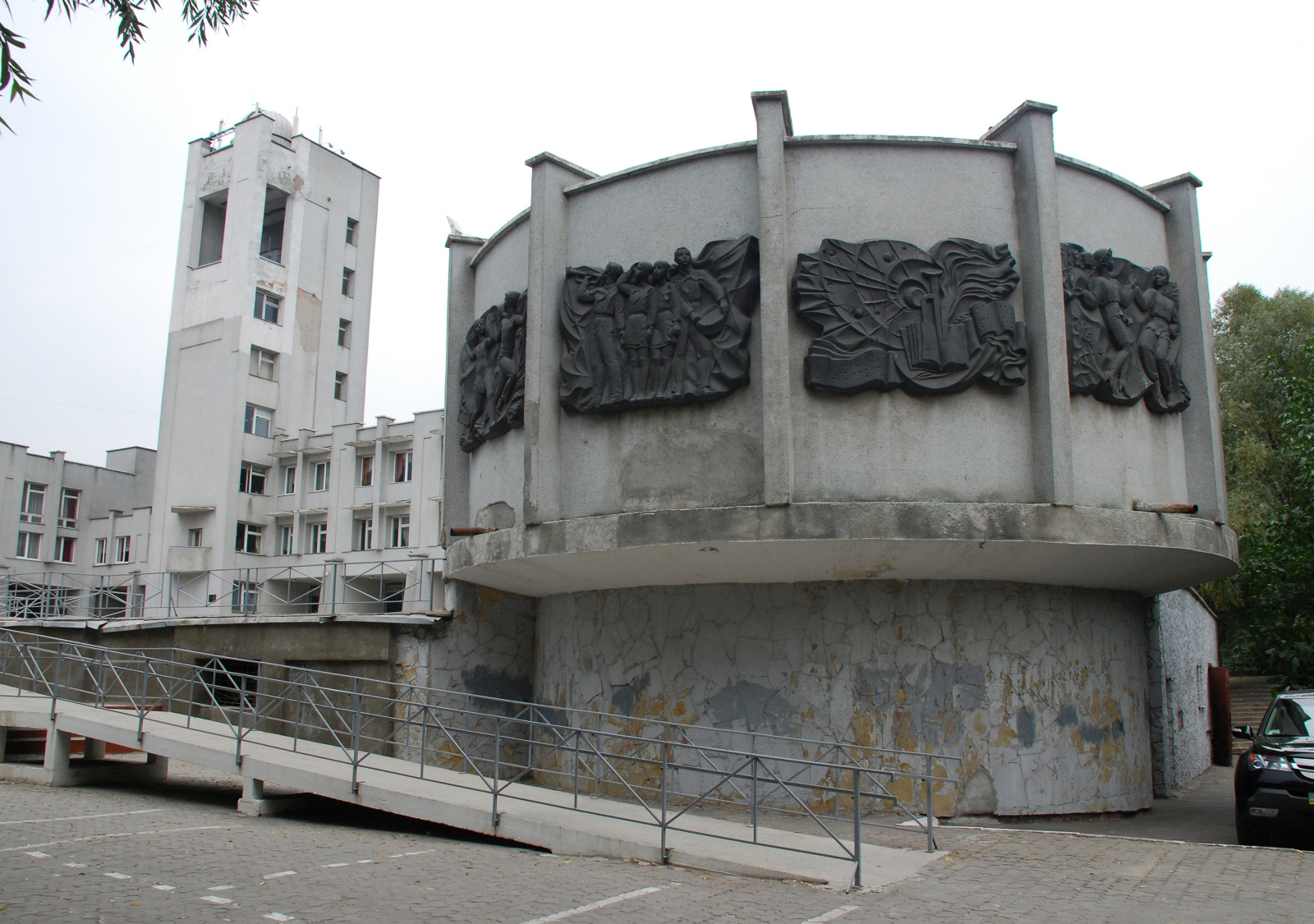
Здание панорамы «Освобождение Проскурова» (круглое строение на переднем плане)

Изображен командный пункт, из которого руководит боем командующий Проскуровско-Черновицкой операции Георгий Жуков. Вокруг — атаки, огневые и рукопашные столкновения, подбитые и действующие танки, самолёты, пулеметы и другая техника, иллюзия огня, дыма.
Круговое полотно панорамы имеет длину около 40 метров, высоту 3 метра.
Проскуровско-Черновицкой операции посвящён и отдельный стенд в экспозиции на первом этаже музея. Всего здесь семь разделов, которые рассказывают о начале войны, оккупации области и Холокосте в Проскурове, о Проскуровском подполье и партизанском движении, об освобождении края. Фотоматериалы иллюстрируют злодеяния захватчиков, здесь же фотографии вожаков партизанско-подпольного движения С. А. Олексенко, Ф. М. Михайлова, А. А. Горбатюка, Н. А. Храновского, Р. А. Лопухина, организаторов, руководителей, членов Проскуровского подполья…

## Анахронизмы и несоответствия
Художники изображали панораму на основе хроники, архивных фотографий и воспоминаний консультантов. Тем не менее в общей картине присутствуют несоответствия и анахронизмы:
- Изображенный в черте города костел Святой Анны Архивная копия от 22 марта 2014 на Wayback Machine был полностью разрушен ещё в 1938 году, и находился в нескольких кварталах западнее от места, где его изобразили.
- Младший лейтенант Валентин Елькин погиб в воздушном бою над Проскуровом 8 июня 1944 года — то есть через 2,5 месяца после изображенного события.
- Сначала художники изобразили день боя светлым и ясным, но потом, в соответствии с воспоминаниями очевидцев, вынуждены были «сделать» погоду мрачной и хмурой.